# 金床

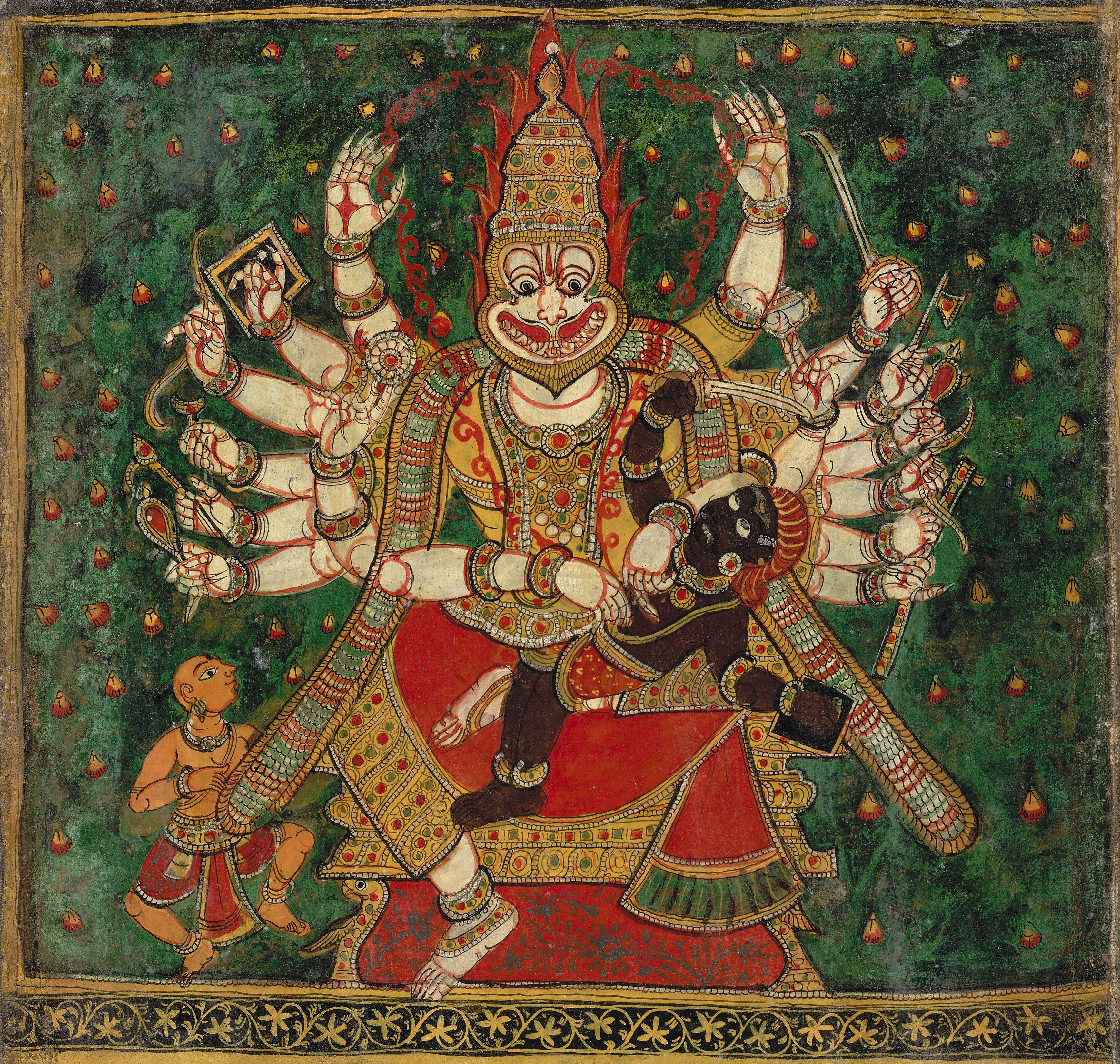
毗湿奴化身人狮杀死金床，在旁边观看的人是钵罗诃罗陀

金床（梵语：हिरण्‍यकशिपु，音译为醯兰尼耶伽尸补）印度教神话中的一个著名魔王，被毗湿奴的化身那罗希摩消灭。

## 简介
根据神话，金床与其兄弟金目是一对强大无比的阿修罗。关于他们的出身，《薄伽梵往世书》叙述如下。金床与金目本来是守卫毗湿奴天宫毗恭的门卫，分别叫阇耶和毗阇耶。有一天，大梵天的四个“心生子”永童、古昔、常在和有喜前来拜访毗湿奴，被他们拦在了门外。四位仙人一生气，就诅咒两人要被贬下凡间。阇耶和毗阇耶去找毗湿奴求情，毗湿奴说这些大仙的诅咒是无法取消的，但给他们两个选择：一是作为自己的信徒在地上转生七次；二是作为自己的敌人在地上转生三次。两人无法想象要离开主人那么长时间，于是宁可选择当毗湿奴的敌人，好尽快结束转生回到主人身边去。结果他们就投胎到生主迦叶波之妻底提的子宫里，转生为两个阿修罗，即金床与金目。
金床与金目在人间到处作恶，金目首先被化身为野豬（筏罗诃）的毗湿奴所杀。金床则由于修苦行，得到梵天的赐福；这赐福的效果是凡夫、野兽，甚至天神都无法杀死他。于是他就在人间翻江倒海，大搞破坏。金床的儿子钵罗诃罗陀是毗湿奴的虔诚信徒，见到金床作恶多端，就请求毗湿奴大神消灭自己的父亲。毗湿奴遂化身为人狮，到凡间将金床诛杀。

## 资料来源
- 《梵语文学史》，金克木著，江西教育出版社，ISBN 7-5392-3150-5/I351·092，52页注释1
- 《罗摩衍那》，季羡林译，季羡林文集第21卷，555页，注释157
- 《薄伽梵往世书》